# Toyota Sprinter
La Toyota Sprinter est une automobile produite par Toyota de 1968 à 2001 qui a possédé les sept générations de Toyota Corolla. En 2002, elle est remplacée par la Toyota Allex, version américaine de la Toyota Corolla E120 et en 2004 par le Toyota Voltz, version japonaise des Toyota Matrix et Pontiac Vibe.

## Générations
Les sept générations de la Corolla sont celles de la Sprinter malgré ses années de production: 
- 1e génération : Toyota Corolla E10 (1966 - 1970)
- 2e génération : Toyota Corolla E20
- 3e génération : Toyota Corolla E30 E40 E50 E60
- 4e génération : Toyota Corolla E70
- 5e génération : Toyota Corolla E80
- 6e génération : Toyota Corolla E90, à partir de 1987.
- 7e génération : Toyota Corolla E100, à partir de 1991.
- 8e génération : Toyota Corolla E110, à partir de 1995 au Japon et 1997 en Europe et aux États-Unis.